# Эрмон (Армения)
Эрмон (арм. Հերմոն) — село в Вайоцдзорской области Армении.

## География
Село расположено в северной части марза, на правом берегу реки Ехегис, на расстоянии 26 километров к северо-востоку от города Ехегнадзор, административного центра области. Абсолютная высота — 1720 метров над уровнем моря.
Климат
Климат характеризуется как умеренно холодный, влажный (Dfb в классификации климатов Кёппена). Среднегодовая температура воздуха составляет 7,8 °C. Средняя температура самого холодного месяца (января) составляет −4,4 °С, самого жаркого месяца (июля) — 19,4 °С. Расчётная многолетняя норма атмосферных осадков — 444 мм. Наибольшее количество осадков выпадает в мае (75 мм).

## Население
| Год переписи | Население          | Население          | Население          | Население            | Население            | Население            |
| Год переписи | Наличное население | Наличное население | Наличное население | Постоянное население | Постоянное население | Постоянное население |
| Год переписи | Всего              | Мужчины            | Женщины            | Всего                | Мужчины              | Женщины              |
| ------------ | ------------------ | ------------------ | ------------------ | -------------------- | -------------------- | -------------------- |
| 2001         | 214                | 98                 | 116                | 203                  | 95                   | 108                  |
| 2011         | 166                | 75                 | 91                 | 180                  | 83                   | 97                   |

| Год  | Численность | Численность |
| ---- | ----------- | ----------- |
| 1831 | 96          | [ 8 ]       |
| 1873 | 158         | [ 9 ]       |
| 1897 | 233         | [ 8 ]       |
| 1926 | 262         | [ 8 ]       |
| 1939 | 391         | [ 8 ]       |
| 1959 | 455         | [ 8 ]       |
| 1970 | 671         | [ 8 ]       |
| 1979 | 636         | [ 8 ]       |
| 1989 | 181         | [ 10 ]      |
| 2001 | 203         | [ 8 ]       |
| 2011 | 180         | [ 11 ]      |

## Известные уроженцы, жители
Мирзаев Гасан Ибрагим оглу (26 ноября 1927, Кавушуг, Шаруро-Даралагезский уезд — 25 февраля 2015, Баку) — азербайджанский филолог, профессор.